# Margaret Becklake
Margaret Becklake C.M., G.O.Q. (27 mai 1922) est une épidémiologiste canadienne.

## Biographie
Diplômée en médecine à l'université du Witwatersrand à Johannesbourg en Afrique du Sud, elle se démarqua pour ses recherches sur les causes professionnelles  et environnementales des maladies pulmonaires. En 1967, elle émigra au Canada. Elle fut rattachée à l'Université McGill et à l'Unité d'épidémiologie respiratoire et de recherche clinique de l'Institut thoracique de Montréal.
Dr. Becklake est décédée le 17 octobre 2018, à Montréal après un combat contre l'Alzheimer. La Fondation de l’Institut thoracique de Montréal lui rend hommage en créant une bourse de recherche portant son nom. Cette bourse permettra de couvrir le salaire d'un stagiaire en recherche respiratoire provenant d'un pays à faible revenu ou d'une communauté autochtone canadienne.

## Honneurs
- 2005 : Membre de l'ordre du Canada[2]
- 2011 : Grande Officière de l'Ordre national du Québec[3]
- 2018 : La Bourse de recherche Dre Margaret Becklake [4]